# Ljusne
Ljusne er en by i Söderhamns kommun i Gävleborgs län i landskapet Hälsingland i   Sverige. I 2010 havde byen  	1.917  indbyggere. Ljusne ligger ved floden Ljusnans udløb i Den Botniske Bugt,  cirka femten kilometer syd for Söderhamn.
Ljusne har jernbanestation på Ostkustbanan og E4 passerer ca 3 km vest for byen.

## Eksterne kilder og henvisninger
- Hjemmeside for Ljusne